# شتویتس
شتویتس (به آلمانی: Steutz) یک منطقهٔ مسکونی در آلمان است که در تسبرست واقع شده‌است. شتویتس ۹۴۷ نفر جمعیت دارد.